# 安城市立志貴小学校
安城市立志貴小学校（あんじょうしりつ しきしょうがっこう）は、愛知県安城市柿碕町にある公立小学校。

## 概要
- 宇頭茶屋町、尾崎町、柿碕町、橋目町が校区であり、公立中学校に進学する場合は安城市立東山中学校に進学する[1]。
- 校区は元々碧海郡矢作町の一部である。矢作町は1955年（昭和30年）4月1日に岡崎市に編入されたが、住民運動により1960年（昭和35年）1月1日に岡崎市と安城市とで境界が変更され、旧・矢作町のうち河野、宇頭茶屋、柿碕、尾崎、橋目の一部（字茶臼、中茶臼、宮東、新居林、北茶屋浦、郷前）が安城市へ編入されている。この地域の児童は矢作西小学校に通学していたが、安城市編入により新たな小学校が設置されることになり、開校したのが志貴小学校である。
- 校名の志貴は、かつてこの地域に存在した志貴村[注釈 1]に因む。

## 沿革
- 1960年（昭和35年）1月1日 - 岡崎市と安城市とで境界が変更され、岡崎市河野町、宇頭茶屋町、柿碕町、尾崎町、橋目町の一部（字茶臼、中茶臼、宮東、新居林、北茶屋浦、郷前）が安城市に編入される。この地域の児童は引き続き岡崎市立矢作西小学校に通学する。
- 1961年（昭和36年）4月 - 安城市立志貴小学校として開校。児童は矢作西小学校から志貴小学校に移る。
- 1969年（昭和44年）12月 - 屋内運動場が完成する。
- 1971年（昭和46年）7月 - プールが完成する。
- 1976年（昭和51年）11月 - 北館を新築する。
- 1983年（昭和58年）9月 - 南館を新築する。
- 1987年（昭和62年）10月 - 開校時の校舎を取り壊し、本館が完成する。
- 2021年（令和3年）  9月 - 多目的トイレ、エレベーターなどのバリアフリー施設を備えた、エレベーター棟を新築する。外装と内装の改修も行われる。

## 交通アクセス
- 名鉄名古屋本線宇頭駅下車、徒歩約15分。
- あんくるバス東部線「尾崎公民館」バス停より徒歩約3分。

## 周辺施設
- 岡崎市立矢作西小学校
- 志貴保育園
- JAあいち中央志貴支店
- 中央精機本社事業所